# Gilles Gaude
Gilles Gaude (Gardz, Gundz, Gandz, Gand) est un prélat catholique français mort le 7 mai 1563 au manoir de Loquidy à Nantes. 

## Biographie
Dominicain, il est curé de Saint-Similien. Il devient évêque auxiliaire de Nantes et titulaire de Raphanea en 1544.

## Sources
- Étienne Catta, « Les évêques de Nantes des débuts du XVIe siècle aux lendemains du concile de Trente et aux origines de la « Renaissance Catholique » (1500-1617) », Revue d'histoire de l'Église de France, no 148,‎ 1965, p. 23-70